# Carles Alberola i Ortiz
Carles Alberola (Alzira, Ribera Alta, 1964) és un actor, director i dramaturg valencià.

## Biografia
Titulat per l'Escola Superior d'Art Dramàtic i Dansa de València (1983-1986). A la dècada del 1980 fou actor en diverses companyies valencianes. Va impartir classes a les Escoles Municipals de Teatre. A partir de 1989 començà a simultanejar l'escriptura, la direcció i la interpretació. En l'etapa dels anys 90 (1989-1999), Alberola estrenà 14 comèdies, de les quals en va dirigir tretze i en va interpretar sis. L'any 1994 fundà la companyia Albena Teatre, de la qual és director.
El 1999 inicià una nova etapa, en la qual li arriba el reconeixement i l'èxit de crítica i públic. Amb l'obra teatral Besos, Alberola aconsegueix un gran èxit a Madrid i a Barcelona.
Els darrers anys ha desenvolupat una intensa carrera televisiva a Canal 9 i Apunt Media en sèries com Socarrats, Autoindefinits, Maniàtics o Açò és un destarifo, totes produïdes per Albena Teatre.

## Obra
En una primera etapa Carles Alberola treballa amb Ferran Torrent, després amb Pasqual Alapont i en l'última etapa amb Roberto García. Carles Alberola és autor de les següents obres:
- Waterloo Arxivat 2023-03-23 a Wayback Machine., 2022[1]
- L'aneguet lleig, 2015
- Ficció, 2014
- M'esperaràs?, 2014
- Que tinguem sort!, 2011
- 13, 2006
- SPOT, 2002
- Besos, 1999
- Joan, el Cendrós, 1998
- Mandíbula Afilada, 1997
- Per què moren els pares?, 1996
- Estimada Anuchka, 1995
- Nit i dia, 1995
- Currículum, 1994
- O tu o res
- Hau!, 1993